# 奥尔良主教座堂

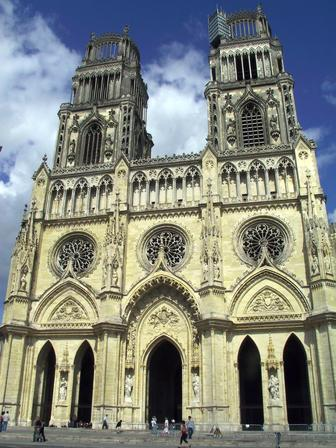
奥尔良主教座堂

奥尔良圣十字主教座堂（法語：Cathédrale Sainte-Croix d'Orléans），簡稱奥尔良主教座堂是罗马天主教奥尔良教区的主教座堂，设在法国奥尔良。
这座主教座堂以与圣女贞德的联系而著称。这位法国女英雄在1429年5月2日晚间城市解围时，来到主教座堂望弥撒。
这座主教座堂的花窗玻璃描绘了圣女贞德的故事。